# Pleurocodonellina longirostrata
Pleurocodonellina longirostrata är en mossdjursart som först beskrevs av Walter Douglas Hincks 1883.  Pleurocodonellina longirostrata ingår i släktet Pleurocodonellina och familjen Smittinidae. Inga underarter finns listade i Catalogue of Life.